# Rwanda-rundi
Rwanda-Rundi (Ruanda-Rundi) és un grup de llengües bantus, específicament un continu dialectal, que es parla a l'Àfrica central. Els dialectes veïns són mútuament intel·ligibles, però no poden ser més llunyans. Dos dialectes, kirundi i kinyarwanda, s'han normalitzat com llengües oficials de Burundi i Ruanda, respectivament. Els altres dialectes es parlen a Tanzània; el kiza, amb un milió de parlants, és el més parlat.

## Comparació entre kinyarwanda i kirundi
Kinyarwanda i kirundi són molt similars en molts aspectes, però també difereixen de diverses maneres.

### Marcatge tonal
Ambdues llengües són llengües tonals. Els tons alt i baix (o H i L) són els tons essencials i, tenint una distinció fonèmica sobre la longitud de la vocal, quan una vocal llarga canvia d'un to baix a un to alt, es marca com un to ascendent i quan una vocal llarga canvia d'un to alt fins a un to baix, es marca com un to caigut. Això es mostra sovint al kirundi en la regla de Meeussen. També s'han proposat que els tons es puguin canviar per una estructura mètrica o rítmica.
| Símbol¹ | Explicació                                                       | Kinyarwanda               | Kirundi   | categoria gramatical  | Definició                         |
| --- | ---------------------------------------------------------------- | ------------------------- | --------- | --------------------- | --------------------------------- |
| vocal plana (a, e, i, o, u) | Vocal curta To baix                                              | (gu)saba                  | (gu)saba  | Verb                  | Pregunta                          |
| vocal plana (a, e, i, o, u) | Vocal curta To baix                                              | umugezi                   | umugezi   | Nom                   | Riu, corrent                      |
| vocal plana (a, e, i, o, u) | Vocal curta To baix                                              | (gu)shyika                | (gu)shika | Verb                  | arribar                           |
| vocal plana (a, e, i, o, u) | Vocal curta To baix                                              | ikiraro                   | ikiraro   | Nom                   | Pont                              |
| vocal plana (a, e, i, o, u) | Vocal curta To baix                                              | gusa                      | gusa      | Incomparable adjectiu | Només, sol                        |
| Vocal aguda (á, é, í, ó, ú) | Vocal curta To alt                                               | inká                      | inká      | Nom                   | vaca                              |
| Vocal aguda (á, é, í, ó, ú) | Vocal curta To alt                                               | intébe                    | intébe    | Nom                   | cadira                            |
| Vocal aguda (á, é, í, ó, ú) | Vocal curta To alt                                               | igití                     | igití     | Nom                   | Arbre, pal, fusta                 |
| Vocal aguda (á, é, í, ó, ú) | Vocal curta To alt                                               | urugó                     | urugó     | Nom                   | camp, corral                      |
| Vocal aguda (á, é, í, ó, ú) | Vocal curta To alt                                               | urutúgu                   | urutúgu   | Nom                   | espatlla                          |
| Vocal circumflexa (Kinyarwanda) (â, ê, î, ô, û) | Vocal curta To alt                                               | inkâ                      | inká      | Nom                   | vaca                              |
| Vocal circumflexa (Kinyarwanda) (â, ê, î, ô, û) | Vocal curta To alt                                               | intêbe                    | intébe    | Nom                   | cadira                            |
| Vocal circumflexa (Kinyarwanda) (â, ê, î, ô, û) | Vocal curta To alt                                               | igitî                     | igití     | Nom                   | arbre, pal. fusta                 |
| Vocal circumflexa (Kinyarwanda) (â, ê, î, ô, û) | Vocal curta To alt                                               | urugô                     | urugó     | Nom                   | camp, corral                      |
| Vocal circumflexa (Kinyarwanda) (â, ê, î, ô, û) | Vocal curta To alt                                               | urutûgu                   | urutúgu   | Nom                   | espatlla                          |
| Vocal Circumflexa (Kirundi) (â, ê, î, ô, û) | Vocal curta To alt (en l'accent vocàlic en Kinyarwanda)          | amáazi                    | amâzi     | Nom                   | aigua                             |
| Vocal Circumflexa (Kirundi) (â, ê, î, ô, û) | Vocal curta To alt (en l'accent vocàlic en Kinyarwanda)          | (gu)téeka                 | (gu)têka  | Verb                  | cuinar                            |
| Vocal Circumflexa (Kirundi) (â, ê, î, ô, û) | Vocal curta To alt (en l'accent vocàlic en Kinyarwanda)          | izíiko                    | izîko     | Nom                   | cor                               |
| Vocal Circumflexa (Kirundi) (â, ê, î, ô, û) | Vocal curta To alt (en l'accent vocàlic en Kinyarwanda)          | (ku)ryóoha                | (ku)ryôha | Verb                  | bon sabor                         |
| Vocal Circumflexa (Kirundi) (â, ê, î, ô, û) | Vocal curta To alt (en l'accent vocàlic en Kinyarwanda)          | (gu)kúunda                | (gu)kûnda | Verb                  | estimar, agradar                  |
| Vocal màcron (només Kirundi) (ā, ē, ī, ō, ū) | Vocal llarga To vaix (ambdues lletres en to baix en kinyarwanda) | igisaabo                  | igisābo   | Nom                   | carabassa                         |
| Vocal màcron (només Kirundi) (ā, ē, ī, ō, ū) | Vocal llarga To vaix (ambdues lletres en to baix en kinyarwanda) | icyeegeera                | icēgēra   | Nom                   | planta                            |
| Vocal màcron (només Kirundi) (ā, ē, ī, ō, ū) | Vocal llarga To vaix (ambdues lletres en to baix en kinyarwanda) | (ku)giisha                | (ku)gīsha | Verb                  | anar                              |
| Vocal màcron (només Kirundi) (ā, ē, ī, ō, ū) | Vocal llarga To vaix (ambdues lletres en to baix en kinyarwanda) | ingoona                   | ingōna    | Noun                  | cocodril                          |
| Vocal màcron (només Kirundi) (ā, ē, ī, ō, ū) | Vocal llarga To vaix (ambdues lletres en to baix en kinyarwanda) | uruuho                    | urūho     | Noun                  | carabassa (utensili)              |
| Vocal anticircumflexa (només kirundi) (ǎ, ě, ǐ, ǒ, ǔ) | Vocal llarga To alt (en l'accent vocal en kinyarwanda)           | ububaásha                 | ububǎsha  | Noun                  | ability                           |
| Vocal anticircumflexa (només kirundi) (ǎ, ě, ǐ, ǒ, ǔ) | Vocal llarga To alt (en l'accent vocal en kinyarwanda)           | Abeéga                    | Aběga     | Nom Plural            | Tutsis, clan tutsi                |
| Vocal anticircumflexa (només kirundi) (ǎ, ě, ǐ, ǒ, ǔ) | Vocal llarga To alt (en l'accent vocal en kinyarwanda)           | umuhiígi                  | umuhǐgi   | Nom                   | caçador                           |
| Vocal anticircumflexa (només kirundi) (ǎ, ě, ǐ, ǒ, ǔ) | Vocal llarga To alt (en l'accent vocal en kinyarwanda)           | umukoóbwa                 | umukǒbwa  | Nom                   | noia                              |
| Vocal anticircumflexa (només kirundi) (ǎ, ě, ǐ, ǒ, ǔ) | Vocal llarga To alt (en l'accent vocal en kinyarwanda)           | umuúnsi                   | umǔsi     | Nom                   | dia, data                         |
| Vocal dièresi (només kirundi) (ä, ë, ï, ö, ü) | Vocal llarga to alt                                              | No patró tonal equivalent | bäkoze    | Verb                  | Ells van fer                      |
| Vocal dièresi (només kirundi) (ä, ë, ï, ö, ü) | Vocal llarga to alt                                              | No patró tonal equivalent | mwëse     | Nom                   | Tots vosaltres                    |
| Vocal dièresi (només kirundi) (ä, ë, ï, ö, ü) | Vocal llarga to alt                                              | No patró tonal equivalent | narï nzi  | Verb                  | Jo pensava, jo sabia              |
| Vocal dièresi (només kirundi) (ä, ë, ï, ö, ü) | Vocal llarga to alt                                              | No patró tonal equivalent | böse      | Nom                   | tots ells                         |
| Vocal dièresi (només kirundi) (ä, ë, ï, ö, ü) | Vocal llarga to alt                                              | No patró tonal equivalent | warüzi    | Verb                  | Vosaltres penseu, vosaltres sabeu |
| ¹ Aquests símbols només s'utilitzen en la transcripció fonètica, per exemple en un diccionari, però en altres formes d'escriptura, s'utilitzen vocals simples i les lletres no es doblen (llevat que la paraula en sí s'escrigui d'aquesta manera). |                                                                  |                           |           |                       |                                   |

### Pronunciació
| Formació | Kinyarwanda | Kirundi   | Categoria gramatical                 | Definició                          |
| -------- | ----------- | --------- | ------------------------------------ | ---------------------------------- |
| c+y      | cyane       | cane      | Adverb                               | very                               |
| c+y      | cyanjye     | canje     | Pronom possessiu, adjectiu possessiu | mine, my                           |
| c+y      | icyubahiro  | icubahiro | Nom                                  | respecte                           |
| c+y      | ntacyo      | ntaco     | Pronom indefinit                     | res                                |
| j+y      | -jya        | -ja       | Prefix, verb                         | anar                               |
| j+y      | njyewe      | njewe     | Pronom objecte                       | meu                                |
| j+y      | yanjye      | yanje     | Pronom possessiu, adjectiu possessiu | el meu                             |
| sh+y     | -shyira     | -shira    | Prefix, verb                         | posar, lloc                        |
| sh+y     | indeshyo    | indesho   | Nom                                  | Pes                                |
| sh+y     | nshya       | nsha      | Adjectiu                             | nou                                |
| b+y v+y  | umubyeyi    | umuvyeyi  | Nom                                  | parent                             |
| b+y v+y  | -gorobye    | -gorovye  | Prefix, verb                         | fer-se de nit                      |
| b+y v+y  | -ibye       | -ivye     | Prefix, pronom possessiu, verb       | el seu (objectes múltiples), robar |

### Formació de paraules
Hi ha moltes instàncies en què les dues varietats de parla d'ambdós idiomes tenen paraules que són lleugerament diferents. No obstant això, aquestes diferències no es repeteixen contínuament. Hom ha de memoritzar diferències com "-anga" en kinyarwanda a diferència d'"-anka" en kirundi (que significa desagradar o odiar), perquè el canvi de "g" a "k" és extremadament estrany, amb la prova de paraules com "inka" (vaca), "inkono" (olla) i moltes altres paraules on "nk" és comú en tots dos dialectes. Aquestes variacions menors inclouen diferents consonants, vocals o longituds vocals, tons o afixos.
| Resum                                                                                  | Rwanda        | Rundi        | Categoria gramatical | Definició            |
| -------------------------------------------------------------------------------------- | ------------- | ------------ | -------------------- | -------------------- |
| Consonants                                                                             | impyisi       | imfyisi      | Substantiu Plural    | hiena, xacal         |
| Consonants                                                                             | (kw)anga      | (kw)anka     | Verb                 | animadversió, odi    |
| Consonants                                                                             | amagambo      | amajambo     | Substantiu plural    | paraules             |
| Consonants                                                                             | umunsi        | umusi        | Nom                  | dia, data            |
| Consonants                                                                             | ijosi         | izosi        | Nom                  | coll                 |
| Vocals                                                                                 | ibiyobe       | ibiyoba      | Substantiu plural    | cacauets             |
| Vocals                                                                                 | (ku)yogoza    | (ku)yogeza   | Verb                 | anihilat             |
| Vocals                                                                                 | (ku)reba      | (ku)raba     | Verb                 | veure                |
| Vocal llarga                                                                           | /-riinganira/ | /-ringanira/ | Prefix, verb         | Ser d'igual llargada |
| Vocal llarga                                                                           | /-pima/       | /-piima/     | Prefix, verb         | mesura               |
| Vocal llarga                                                                           | /-sáagura/    | /-sáaguura/  | Prefix, verb         | ser en excés         |
| To                                                                                     | /umukonó/     | /umukóno/    | Nom                  | signatura            |
| To                                                                                     | /mugufí/      | /mugúfi/     | Adjectiu             | curt                 |
| To                                                                                     | /ikiguzí/     | /ikigúzi/    | Nom                  | preu, valor          |
| Formació                                                                               | nyirabukwe    | inabukwe     | Nom                  | mother-in-law        |
| Formació                                                                               | nyirakuru     | inakuru      | Nom                  | àvia¹                |
| Mixt                                                                                   | umugati       | umukate      | Nom                  | Pa                   |
| ¹ Tant en Kinyarwanda com en Kirundi, nyogokuru és usat més habitualment com a "àvia". |               |              |                      |                      |

## Font
- Zorc, R. David; Nibagwire, Louise. Kinyarwanda and Kirundi Comparative Grammar.  Dunwoody Press, 2007, p. Preface p. iv and p. 2. ISBN 978-1-931546-32-4 [Consulta: 3 juny 2012].[Enllaç no actiu]